# Raoul Eshelman
Raoul Eshelman (* 1956) ist ein deutscher Slawist.

## Leben
Er promovierte 1988 in Slawischer Literaturwissenschaft an der Universität Konstanz. Nach der Habilitation in Slawischer Literaturwissenschaft 1995 an der Universität Hamburg vertrat er Professuren an der FU Berlin, der Universität Konstanz und der Universität Heidelberg. Seit 2009 ist er außerplanmäßiger Professor und akademischer Rat für Slavische Literaturwissenschaft an der LMU München am Institut für slawische Philologie.
Seine Schwerpunkte in Forschung und Lehre sind russische und tschechische Moderne und Postmoderne, Performatismus (Postpostmoderne), russischer und tschechischer Film und Jean-Luc Marions Phänomenologie.

## Schriften (Auswahl)
- Nikolaj Gumilev and Neoclassical Modernism. The Metaphysics of Style. Frankfurt am Main 1993, ISBN 3-631-45905-X.
- Early Soviet Postmodernism. Frankfurt am Main 1997, ISBN 3-631-31789-1.
- Performatism, or the End of Postmodernism. Aurora 2008, ISBN 978-1-888570-41-0.
- Die Rückkehr des Glaubens. Zur performatistischen Wende in der Kultur. Sencelles 2016, ISBN 84-946284-1-0.
- Transcending Postmodernism: Performatism 2.0. New York 2024, ISBN 978-1-04-025384-7.